# Cato Guldberg
Cato Maximilian Guldberg (født 11. august 1836 i Kristiania, død 14. januar 1902 sammesteds) var en norsk matematiker og fysiker, søn af Carl August Guldberg, bror til Axel, Cathinka og Gustav Guldberg. 
Guldberg blev student 1854, realkandidat 1859 efter at han kort forud havde vundet universitetets guldmedalje for besvarelsen af prisopgaven Om Cirklers Berøring (udgivet som universitetsprogram 1861). Med offentlig stipendium studerede han 1861—1862 i Tyskland og Frankrig fornemmelig matematikkens anvendelse på mekanik og maskinlære, hvilke fag han fra 1862 docerede ved den militære højskole i Kristiania. I 1869 blev han professor i anvendt matematik ved universitetet. 
I forening med professor Peter Waage offentliggjorde han i Kristiania Videnskabs Selskabs Forhandlinger 1864 nogle "Studier over Affiniteten", som forfatter i udvidet bearbejdelse udgav under titlen Études sur les affinités chimiques (universitetsprogram 1867), hvor det for første gang lykkedes at lægge de kemiske kræfters mekanik ind under mat.ematisk behandling ("Den Guldberg-Waageske kemiske massevirkningslov"), til hvis belysning forfatter senere har givet nye bidrag i skriften Om den kemiske Affinitet (1879, på tysk i Kolbes Journal samme år). 
Af hans øvrige arbejder, som for det meste berører de fysikalske molecularforhold, kan mærkes "Bidrag til Legemernes Molecularteori" (i Kristiania Videnskabs-Selskabs Forhandlinger 1867), "Vædskers Udvidelse under konstant Tryk" (sammesteds 1869), "Bidrag til Teorien for de ubestemte kemiske Forbindelser" (sammesteds 1870), med flere, samt "Ueber die Gesetze der Molecularvolumina und der Siedepunkte" (i Zeitschrift für physikalische Chemie, 1890). I forening med professor Henrik Mohn udgav han Études sur les mouvements de l'atmosphère (I, II, universitetsprogram, Kristiania 1876, 1880). Derhos har han forfattet en række matemayiske lærebøger for skole- og universitetsstudiet. 
1874—83 sad han i styrelsen for ¨landets jernbaner, og fra 1876 var han medlem af den norske hovedjernbanes direktion, hvorhos han havde sæde i og ledelse af forskellige kommissioner i tekniske anliggender. Også ellers har han virket for fremme af almennyttige tekniske formål; han var således en af de første, som tog ordet for oprettelsen af en norsk teknisk højskole. I en årrække redigerede han Polyteknisk Tidsskrift. Han har oftere været valgt til præses i Kristiania Videnskabs Selskab, blev 1877 kreeret til æresdoktor af Uppsala Universitet og blev 1894 medlem af Det Kongelige Videnskabernes Selskab i København.